# Peter Tuor
Peter Tuor (* 19. Juni 1876 in L’Aquila, Abruzzen; † 1. November 1957 in Bern) war ein Schweizer Jurist und Hochschullehrer.

## Leben und Wirken
Tuor war der Sohn von Jacob Anton Tuor, einem ausgewanderten Kaufmann, und Maria Anna geb. Coray. Nach dem frühen Tod des Vaters (1882) wuchs Tuor in Laax auf. Er besuchte das Gymnasium in Disentis/Mustér und Schwyz und studierte später Rechtswissenschaften an den Universitäten Freiburg i. Ue. und Wien.
Er war Mitglied der Akademischen Komment Verbindung (AKV) Alemannia. 1903 promovierte er zum Dr. iur. mit der Arbeit Die Freien von Laax. Anschliessend habilitierte er sich in Wien bei Moriz Wlassak. 1905 bis 1920 war er Professor für römisches Recht in Freiburg, wo er 1918 bis 1920 als Rektor wirkte. Als Professor für Zivilrecht und Obligationenrecht lehrte er von 1920 bis 1922 in Genf, dann bis 1946 in Bern, wo er 1944/1945 als Rektor amtete.
Tuor galt als «Autorität auf dem Gebiet des Erbrechts, zu dem er 1912 bis 1929 einen Kommentar von 1'100 Seiten verfasste. Sein Werk Das neue Recht wurde ab 1932 als Das Schweizerische Zivilgesetzbuch ein allgemeines Lehrbuch aufgelegt» (14. Auflage, Zürich 2015).
Tuor engagierte sich für das Rätoromanische, 1907 bis 1927 als Redaktor der Zeitschrift Igl Ischi. 1908 übersetzte und kommentierte er das Schweizerische Zivilgesetzbuch auf Rätoromanisch sowie 1942 das Schweizerische Strafgesetzbuch. Befreundet war er u. a. mit Maurus Carnot und Gion Cahannes.

## Ehrungen
- Ehrendoktorwürde der Universität Neuenburg
- Ehrendoktorwürde der Universität Genf
- Gedenktafel im Ehrengarten des Grauen Bundes in Trun
- Max Gutzwiller u. a.: Zum schweizerischen Erbrecht. Festschrift zum 70. Geburtstag von Prof. Dr. Peter Tuor. Polygraphischer Verlag, Zürich 1946.

## Veröffentlichungen (Auswahl)
- Rätoromanische Rechtssprichwörter, mit besonderer Berücksichtigung der Surselva. In: Bündner Monatsblatt. Zeitschrift für Bündner Geschichte, Landeskunde und Baukultur. Nr. 8–9, 1957, doi:10.5169/seals-397800.